# Tamara Fritschi
Tamara Fritschi (* 1997) ist eine Schweizer Unihockeyspielerin, die beim Nationalliga-A-Verein UHC Laupen unter Vertrag steht.